# Национальный совет по здоровью и медицинским исследованиям Австралии
Национальный совет по здоровью и медицинским исследованиям Австралии — австралийская организация. Полное наименование — Национальный совет по здоровью и медицинским исследованиям Австралии. Штаб-квартира организации расположена в городе Канберра.

## История
Организация основана в 1926 году. На первом собраний Совета, которое произошло в феврале 1937 года, обсуждались главным образом вопросы исследований в области медицины. В первый год на исследования были выделены гранты на сумму 30 тыс. фунтов. В последующие годы Совет продолжал заниматься финансированием исследований в области здравоохранения и медицины, делая упор на актуальные проблемы. В 1966-1967 гг. объемы финансирования впервые превысили 1 млн. долл., а в 2000 г. они составили уже 180,4 млн. долл. Один из ранних грантов был выделен Джону Экклсу, который в 1963 году получил Нобелевскую премию по физиологии и медицине (совместно с Аланом Ходжкином и Эндрю Хаксли) «за открытия, касающиеся ионных механизмов возбуждения и торможения в периферических и центральных участках нервных клеток».  1 июля 2006 года Национальный совет по здоровью и медицинским исследованиям Австралии стал полномочным учреждением по изданию нормативно-правовых актов, подведомственным Министерству здравоохранения и по делам престарелых Австралии. По решению правительства Австралии, принятому в августе 2006 года, Национальный институт клинических исследований Австралии был включен в Национальный совет по здоровью и медицинским исследованиям с 1 апреля 2007 года. 

## Деятельность
Национальный совет по здоровью и медицинским исследованиям Австралии является ведущим экспертным центром по развитию и ведению стандартов общественного и индивидуального здоровья. Совет на национальном уровне выполняет функцию финансирования исследований в области здравоохранения и медицины и функцию выработки рекомендаций по здоровому образу жизни для населения. Работа Национального совета основывается на объединений интеллектуальных и материальных ресурсов всех участников системы здравоохранения, включая правительственные организации, медицинских работников и исследователей, образовательные и научные центры, неправительственные организации, работающие в сфере здравоохранения, а также организации потребителей медицинских услуг. Ключевой миссией Национального совета является построение "здоровой Австралии". Официальными целями работы Совета являются:
1. Повышение стандартов индивидуального и общественного здоровья в Австралии.
2. Стандартизация показателей здоровья между различными штатами и территориями Австралии.
3. Способствование исследованиям и подготовка специалистов в области здравоохранения.
4. Способствование рассмотрению этических проблем, связанных с общественной системой здравоохранения.

Правовые основы работы Национального совета по здоровью и медицинским исследованиям Австралии были заложены в сентябре 1936 года. Текущим нормативно-правовым актом, регулирующим деятельность Совета, является Акт о Национальном совете по здоровью и медицинским исследованиям Австралии (1992 год). Нациольный совет ответственен перед Министром здравоохранения и по делам престарелых Австралии. 